# Anisomys imitator
Anisomys imitator (Thomas, 1904) è l'unica specie del genere Anisomys (Thomas, 1904), endemica della Nuova Guinea.

## Etimologia
Il termine generico deriva dalla combinazione del prefisso privativo an- e dalla parola greca -ἴσος, uguale, con il significato complessivo di diseguale, e del suffisso greco -mys, riferito alle forme simili ai topi, con chiara allusione alla differenza tra gli incisivi superiori e quelli inferiori. Il termine specifico deriva invece dal termine latino imitator, ossia imitatore, poiché questa specie è stata per molti anni confusa con una forma papuana del genere Uromys.

## Descrizione

### Dimensioni
Roditore di grandi dimensioni, con lunghezza della testa e del corpo tra 215 e 285 mm, la lunghezza della coda tra 285 e 359 mm, la lunghezza del piede tra 58 e 66 mm, la lunghezza delle orecchie tra 16 e 26,3 mm e un peso fino a 580 g.

### Caratteristiche craniche e dentarie
Il cranio è grande e robusto, con una regione sopra-orbitale ampia. La bolla timpanica è piccola e piatta. Gli incisivi inferiori sono insolitamente diversi rispetto a quelli superiori, essendo larghi la metà e più profondi di circa un terzo. Tale caratteristica è unica nella famiglia dei Muridi.
Sono caratterizzati dalla seguente formula dentaria:

### Aspetto
La pelliccia è corta e ruvida. Il colore del dorso è bruno-grigiastro, mentre le parti ventrali sono biancastre. La testa è più grigia ed è striata di nero. Gli occhi sono circondati da anelli nerastri. Le orecchie sono corte e ricoperte di peli nerastri. Le zampe anteriori e posteriori sono grigiastre, con le parti interne più chiare; le mani ed i piedi sono marroni, con la punta delle dita bianca. Le unghie sono delicate e appuntite, il palmo delle mani e le piante dei piedi sono privi di peli e con grandi cuscinetti lisci. Il quinto dito del piede raggiunge quasi l'estremità della prima falange del quarto dito. La coda è più lunga della testa e del corpo, con 9 anelli di scaglie per centimetro disposte diagonalmente, finemente ricoperta di peli, e di color marrone scuro per il primo quarto e bianco giallastro per il resto. Le femmine hanno un paio di mammelle pettorali e due paia inguinali.
Il cariotipo è 2n=46 FN=52.

## Biologia

### Comportamento
Costruisce nidi di foglie sotto una copertura di terra. La struttura morfologica delle zampe rivela un adattamento incompleto alla vita arboricola.

### Alimentazione
L'insolita dentatura fa presumere una dieta a base di frutti coriacei e polpa morbida come le noci da cocco.

## Distribuzione e habitat
Questa specie è diffusa lungo la cordigliera centrale della Nuova Guinea.
Vive nelle foreste tropicali umide, in habitat disturbati e anche in giardini tra i 1.200 e 3.500 metri di altitudine.

## Conservazione
La IUCN Red List, considerato il vasto areale, sebbene la densità della popolazione sia relativamente bassa, classifica A.imitator come specie a rischio minimo (Least Concern).